# Aimeliik

Bandeira de Aimeliik

Aimeliik é uma divisão administrativa de Palau. É um dos 16 estados da República de Palau. O estado está localizado à pouca distância do aeroporto international.
Aimeliik está situada no sudeste da ilha de Babeldaob. 